# Jesse Joronen
Jesse Pekka Joronen, född 21 mars 1993, är en finländsk fotbollsmålvakt som spelar för Venezia i Serie B.

## Klubbkarriär
Den 15 december 2017 värvade FC Köpenhamn Joronen på ett femårskontrakt med start från sommaren 2018. Den 11 juli 2019 värvades han av italienska Brescia. Den 30 juni 2022 värvades Joronen av Venezia, där han skrev på ett treårskontrakt med option för förlängning.

## Landslagskarriär
Joronen debuterade för Finlands landslag den 23 januari 2013 i en 3–1-vinst över Thailand.